# جلبان مرجي
الجلبان المرجي (باللاتينية: Lathyrus pratensis) نوع نباتي من جنس الجلبان ينتمي إلى الفصيلة البقولية.

## الموئل والانتشار
موطنه بلاد الشام والمغرب العربي وتركيا وكل مناطق أوروبا والقوقاز.

## معرض صور

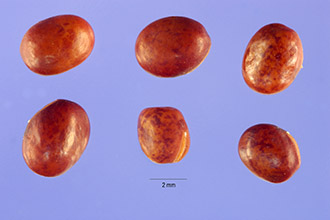
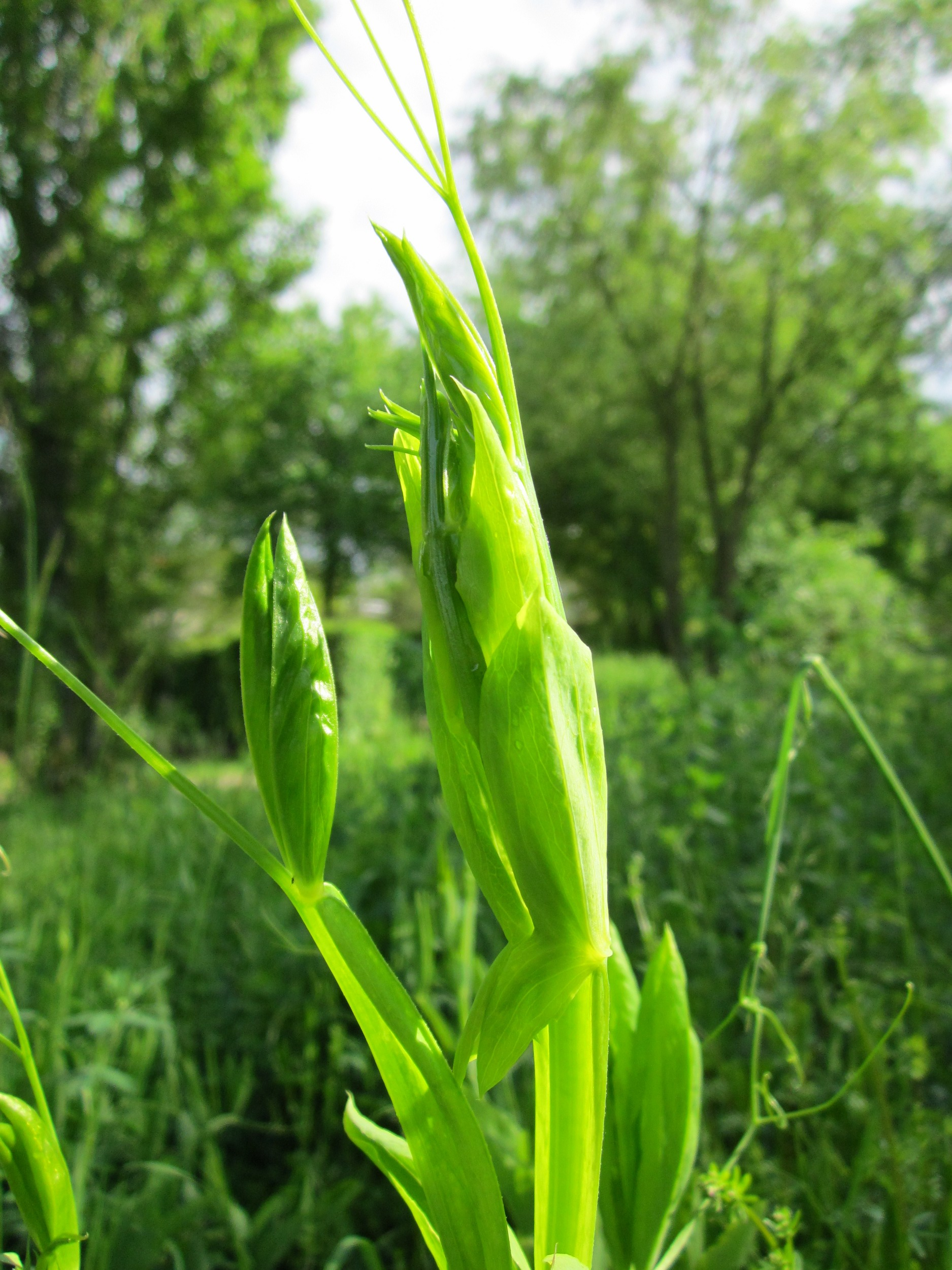
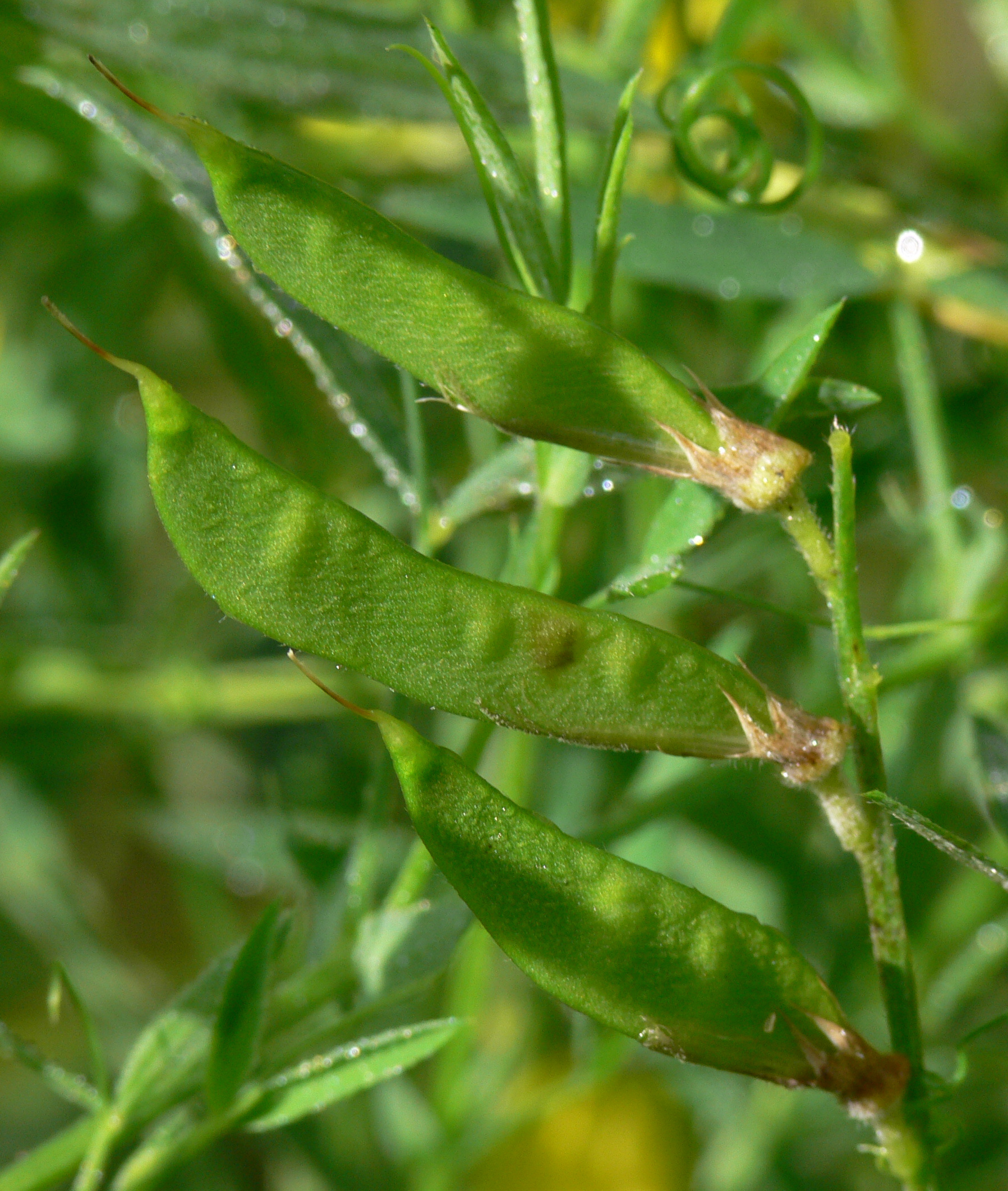

## مرادفات للاسم العلمي
- (باللاتينية: Orobus pratensis)